# 戴存智
戴存智（Charles Edward Taylor，1868年11月29日—1938年7月3日），内地會創始人戴德生（James Hudson Taylor）與瑪莉亞台約爾（Maria Jane Dyer）的四子。

## 生平
出生於 大清江蘇省揚州府。

### 书籍
- 張陳一萍、戴紹曾著《雖至於死：台約爾傳》第1版，2015年，廣西師範大學出版社。